# Bouges-le-Château
Bouges-le-Château  là một xã tại tỉnh Indre khu vực trung bộ Pháp. Xã này có diện tích 34,77 km², dân số thời điểm năm 1999 là 255 người. Khu vực này có độ cao trung bình 150 mét trên mực nước biển.